# Seznam bolgarskih matematikov
Seznam bolgarskih matematikov.

## B
- Georgi Bonev

## C
- Ivan Cenov (1883 – 1967)

## Č
- Ljubomir Čakalov (1886 – 1963)

## D
- Bojan Dimitrov

## H
- Emil Horozov (1949 –)

## M
- Georgi Manev (1884 – 1965) (fizik)

## N
- Georgi Nadžakov (1896 – 1981) (fizik)

## O
- Nikola Obreškov (1896 – 1963)

## P
- Solomon Isaac/Isak Passy/Pasi (1956 –)

## R
- Julian Revalski (1956 –), predsednik BAN

## S
- Blagovest Sendov (1932 – 2020)

## Š
- Antonín Václav Šourek (1857 – 1926, Sofija) (češko-bolgarski)

## T
- Dimităr Tabakov (1879 – 1979)